# Mirjana Dragičević
Mirjana Dragičević Soldo (Sarajevo, Bosnia y Herzegovina 18 de marzo de 1965) es una mística católica, misionera, conferencista y escritora reconocida porque afirma recibir visiones de la virgen conocidas como apariciones marianas de Medjugorje.

## Biografía
Mirjana Dragičević nació en Sarajevo, Bosnia y Herzegovina el 18 de marzo de 1965. Vivió en Sarajevo, Bosnia y Herzegovina, durante mucho tiempo, donde también terminó su educación. Aunque su familia vivía en Sarajevo, pasaba los veranos con su abuela que vivía en Bijakovici. Así fue como llegó a Medjugorje ese verano.

En el momento de las supuestas apariciones, tenía 15 años.  Ella afirma haber tenido apariciones regulares entre el 24 de junio de 1981 y el 25 de diciembre de 1982. Afirma que se deprimió y rezó para que volviera a verla. Según sus afirmaciones, la virgen María  (La Gospa) le dejó "un regalo" de una manera que podía verla en su cumpleaños. El 18 de marzo de cada año (su cumpleaños) hasta el año 2000: en esa fecha también comenzaría a recibir mensajes el 2 de cada mes.
“No sabía que existían las apariciones marianas. Nunca escuché sobre Lourdes o Fátima. El primer día que Ivanka tuvo la visión de Nuestra Señora, estaba llena de entusiasmo y quería que yo también mirara. Pensé: “¡Esto no puede ser real!” Pero Nuestra Señora nos dio fuerzas para aceptarla como Madre. he cambiado mucho Me doy cuenta de lo vacío que estaba mi corazón. Ahora siento verdaderamente a Dios, la Madre de Dios y la fe. Mi relación con Nuestra Señora se ha convertido en una de madre e hija. Jesús es como un amigo, o un hermano mayor. Quien cree en Dios y se abre a Dios, no debe temer. Dios estará con él también en el futuro. Si todos creyeran en Dios, no habría guerra”. Mirjana
A medida que Međugorje se hizo cada vez más popular, Dragičević dijo más tarde que a partir del 2 de agosto de 1987, la aparición aparecería cada segundo día de cada mes. La virgen María  (La Gospa)  habría anunciado que el mensaje del 18 de marzo duraría toda la vida.
Afirma que el 2 de cada mes reza junto con la virgen María  (La Gospa)  "por aquellos que aún no han conocido el amor de Dios", es decir, por los no creyentes.
Actualmente solo ella, Jakov Čolo e Ivanka Ivanković conocen los 10 secretos. Ella afirma que la aparición le contó diez secretos, que están destinados "para la humanidad en general, para el mundo, luego para Međugorje, Yugoslavia y algunas otras áreas".
Dragičević también dijo que cada vidente tiene una misión especial. Fue ordenada para aquellos "que no conocen el amor de Dios"; Vicka Ivanković y Jakov Čolo, para los enfermos; Ivan Dragičević, para los jóvenes y los sacerdotes; Marija Pavlović, para las almas del Purgatorio, e Ivanka Ivanković, para las familias. A partir del 2 de enero de 1997, Mirjana Dragičević sabía la hora exacta de la aparición (10 a 11 AM).

### Vida personal
Mirjana Dragičević se casó con Marko Soldo el 16 de septiembre de 1989. Tienen dos hijas: Marija Soldo Dragičević y Verónica Soldo Dragičević. Vive con su familia en Međugorje.